# Vamp (película)
Vamp es una película de terror estadounidense de 1986 dirigida por Richard Wenk, protagonizada por Chris Makepeace, Sandy Baron, Grace Jones, Robert Rusler, Dedee Pfeiffer y Gedde Watanabe.

## Sinopsis
Keith, A.J. y Duncan son jóvenes universitarios que recorren los barrios bajos de la ciudad en busca de una chica que practique el estriptis para llevarla a una fiesta que piensan organizar en su residencia estudiantil. Llegan así a un extraño club de estriptis, en donde quedan alucinados con una rara bailarina llamada Katrina. Muy pronto se darán cuenta de que todos allí, hombres y mujeres, son vampiros que sacían su sed con los pobres clientes.

## Elenco
- Chris Makepeace como Keith
- Sandy Baron como	Vic
- Robert Rusler como AJ
- Dedee Pfeiffe como Allison / Amaretto
- Gedde Watanabe como Duncan
- Grace Jones como Katrina
- Billy Drago  como Snow
- Brad Logan como Vlad
- Lisa Lyon como Cimmaron
- Jim Boyle como Líder de la fraternidad
- Larry Spinak como Estudiante
- Eric Welch como Estudiante
- Stuart Rogers como Estudiante
- Gary Swailes como Vendedor de calcetines
- Ray Ballard como Dueño de la cafetería
- Paunita Nichols como Maven
- Trudel Williams como Chica dragón
- Marlon McGann como Hard Hat
- Thomas Bellin como Shorty
- Bryan Michael McGuire como jugador de billar
- Leila Lee Olsen como Seko
- Hillary Carlip como Jett
- Francie Swift como	Dominique
- Tricia Brown como Candi
- Naomi Shohan como Bartendress
- Janeen Davis como Bartendress
- Ytossie Patterson como Camarera
- Tanya Papanicolas como Camarera
- Robin Kaufman niña vampiro
- Hy Pyke	como empleada de escritorio
- Bob Schott como Líder de la banda
- Adam Barth
- Bill Morphew
- Viva Sex
- Simmy Bow como Bum
- Roger Hampton como Policía
- Andy Rivas como Policía
- Julius LeFlore como Conductor de camión de basura
- Greg Lewis como Conductor de autobús
- Dar Robinson como Guardia de seguridad

## Crítica
- Uno de los últimos films de la década de los 80 que trata el tema del vampirismo en clave de humor, antes de que llegara la fiebre de los 90 por este género con films como Abierto hasta el amanecer. “Vamps”, sin embargo, no consiguió ninguno de sus objetivos, ni provoca miedo ni risa. Grace Jones (“Panorama para matar”) interpreta a Katrina, que homenajea a la producción de la Hammer “Vampiro circus” con un baile erótico con el cuerpo pintado a rayas como si fuera una cebra. La interpretación de Gedde Watanabe (“Dieciséis velas”) como asiático estereotipado fue tan criticada como la de John Wayne en “Genghis Khan”.[3]
- Torpe comedia, de cutre presupuesto, que quiere ser una parodia del cine de vampiros pero que resulta muy poco graciosa. El tono subido, los gags tontos y el look psicodélico ochentero no atrapan lo más mínimo y han quedado trasnochados. La bailarina estrella está interpretada por la muy rarita Grace Jones. Dirige el esperpento Richard Wenk, guionista de las películas de acción 16 calles y The Mechanic. Protagonizan Chris Makepeace (Mi guardaespaldas) y Dedee Pfeiffer, hermana pequeña de Michelle Pfeiffer[cita requerida].

## Curiosidades del filme
- Grace Jones no pronuncia una sola palabra en la película. Según Jones, esta fue su propia idea, optando en cambio por interpretar el papel con técnicas de cine mudo inspiradas en Max Schreck en Nosferatu, eine Symphonie des Grauens.
- La canción que Grace Jones baila durante su escena de baile / estriptis fue cantada por ella, pero nunca se ha lanzado comercialmente ya que no se incluyó en el álbum de la banda sonora de la película. Titulada "Vamp" en los créditos, Jones lanzó una versión muy reelaborada titulada Seduction Surrender en su álbum de 1989 Bulletproof Heart.
- La extraña silla de apariencia humana en la que Grace Jones realiza su estriptis se hizo a partir de un yeso corporal de su entonces novio Dolph Lundgren.
- El maquillaje de vampiro de Katrina se basa en el de Pris de Blade Runner (1982).
- Según el comentario de audio del DVD, la filmación comenzó el 28 de enero de 1986, el día del desastre del transbordador espacial Challenger:
- Tina Turner fue considerada para el papel de Katrina.
- Debido al bajo presupuesto de la película, Grace Jones recurrió a sus amigos diseñadores para que le prestaran los trajes que usaba.
- La pintura corporal de Grace Jones en la secuencia de baile fue realizada por su querido amigo Keith Haring.[4]